# Cullen Jones
Cullen Jones (n. 29 februarie 1984, New York City, New York, SUA) este un înotător ce a reprezentat Statele Unite ale Americii, medaliat olimpic. A participat la 2 ediții ale Jocurilor Olimpice (2008, 2012) în care a câștigat 4 medalii de aur și două medalii de argint.